# Steve Dorff
Stephen Dorff, dit Steve Dorff, est un compositeur américain né le 21 avril 1949 à New York, État de New York (États-Unis).

## Biographie
Il est le père de l'acteur Stephen Dorff et du musicien Andrew Dorff

## Filmographie
- 1978 : Doux, Dur et Dingue de James Fargo
- 1982 : Waltz Across Texas
- 1982 : Honkytonk Man de Clint Eastwood
- 1985 : Rustlers' Rhapsody de Hugh Wilson
- 1985 : Spenser ("Spenser: For Hire") (série télévisée)
- 1986 : L'Impossible évasion (The Defiant Ones) (TV)
- 1986 : Trois témoins pour un coupable (Convicted) (TV)
- 1986 : À la poursuite de Claude Dallas (Manhunt for Claude Dallas) (TV)
- 1987 : The Quick and the Dead (TV)
- 1987 : Super Flics (The Oldest Rookie) (série télévisée)
- 1987 : Infidelity (TV)
- 1987 : Back to the Beach (en)
- 1988 : Trop jeune pour jouer les héros (Too Young the Hero) (TV)
- 1988 : Un toit pour dix ("Just the Ten of Us") (série télévisée)
- 1988 : My Best Friend Is a Vampire
- 1989 : Kiss Shot (TV)
- 1989 : Pink Cadillac
- 1989 : The Return of Sam McCloud (TV)
- 1991 : Sons and Daughters (série télévisée)
- 1991 : Jeux d'ombre (Columbo: Columbo and the Murder of a Rock Star) (TV)
- 1991 : Us (TV)
- 1991 : Babre Ruth (TV)
- 1991 : Columbo - Meurtre au champagne (Columbo: Death Hits the Jackpot) (TV)
- 1992 : Chrome Soldiers (TV)
- 1992 : Cœur de comboy (Pure Country)
- 1993 : Un meurtre si doux (Poisoned by Love: The Kern County Murders) (TV)
- 1994 : Siringo (TV)
- 1994 : L'As des aventuriers: Bandit au Far West (Bandit: Bandit Goes Country) (TV)
- 1994 : Bandit: Bandit Bandit (TV)
- 1994 : Bandit: Bandit's Silver Angel (TV)
- 1995 : Un pas vers la liberté (Breaking Free)
- 1996 : Moonshine Highway (TV)
- 1996 : Le Ranch du coyote (Coyote Summer)
- 1996 : The Undercover Kid
- 1996 : Les Mutants (Alien Nation: The Enemy Within) (TV)
- 1997 : Lunker Lake
- 1997 : Rose Hill (en) (TV)
- 1997 : Alien Nation: The Udara Legacy (TV)
- 1997 : Annabelle's Wish (vidéo)
- 1998 : Dancer, Texas, le rêve de la ville (Dancer, Texas Pop. 81)
- 1999 : Première Sortie (Blast from the Past)
- 1999 : Allô la police (Dudley Do-Right)
- 2000 : A Father's Choice (TV)
- 2000 : The Growing Pains Movie (TV)
- 2000 : The Cactus Kid
- 2001 : Reba (série télévisée)
- 2002 : Generation Gap (TV)
- 2002 : Mi amigo
- 2002 : The Junction Boys (TV)
- 2003 : Tremors (série télévisée)
- 2004 : Rainbow Valley Fire Department (vidéo)
- 2005 : Annie's Point (TV)
- 2005 : Elvis (TV)